# الجدل حول الأغذية المعدلة وراثيا

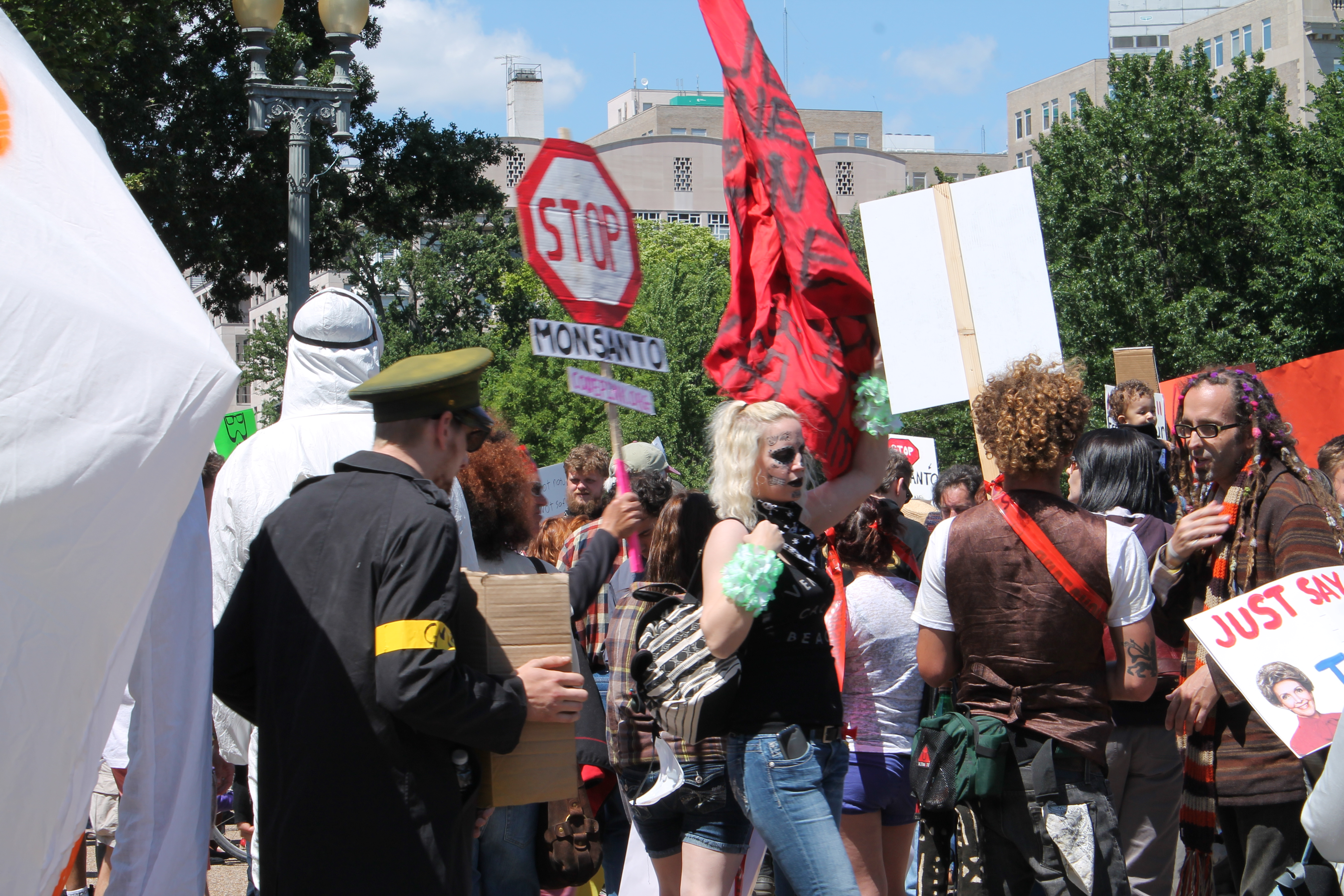
الاحتجاجات المناهضة المعدلة وراثيا، واشنطن العاصمة.

الجدل حول الأغذية المعدلة وراثيًا (بالإنجليزية: Genetically modified food controversies)‏ هو النزاعات القائمة حول استخدام الأغذية والسلع الأخرى المشتقة من المحاصيل المعدلة وراثيًا عوضًا عن المحاصيل التقليدية، واستعمالات أخرى للهندسة الوراثية في إنتاج الطعام. تشمل مواطن الجدل كلًا من المستهلكين والمزارعين وشركات التكنولوجيا الحيوية والمشرعين الحكوميين والمنظمات غير الحكومية والعلماء. المواطن الأساسية للجدل المرتبط بالأغذية المعدلة وراثيًا هي فيما إذا كان ينبغي تمييز هذه الأغذية بملصقات توضيحية، ودور الجهات الحكومية التنظيمية، وموضوعية الأبحاث والمنشورات العلمية، وأثر المحاصيل المعدلة وراثيًا على الصحة والبيئة، وأثر مقاومة المبيدات الحشرية، والآثار الناتجة عن هذه المحاصيل بالنسبة للمزارعين، وهدف المحاصيل في تغذية سكان العالم. بالإضافة إلى ذلك، فإن المنتجات المشتقة من كائنات عضوية معدلة وراثيًا تلعب دورًا في إنتاج وقود الإيثانول والمركبات الدوائية.
تشمل المخاوف الخاصة مزج المنتجات المعدلة وراثيًا مع المنتجات غير المعدلة وراثيًا في سلاسل التوريد الغذائية، وآثار الأحياء المعدلة وراثيًا على البيئة، وصرامة العملية التنظيمية، وتعزيز السيطرة على المؤونة الغذائية في الشركات التي تصنع الأحياء المعدلة وراثيًا وتبيعها. تقول جماعات الضغط كمركز السلامة الغذائية، وجمعية المستهلكين العضويين، واتحاد العلماء القلقين، ومنظمة السلام الأخضر «غرين بّيس» إن المخاطر لم تعرف ولم تدر بشكل كافٍ، وقد شككت هذه المجموعات في موضوعية السلطات التنظيمية.
يبدأ تقييم السلامة للمنتجات الغذائية المهندسة وراثيًا من قبل الهيئات التنظيمية بتقييم لكون الغذاء مكافئًا جوهريًا لنظائره غير المعدلة وراثيًا -التي تعتبر أصلًا صالحة للاستهلاك البشري- من عدمه. لم توثق تقارير لآثار مَرضية لدى البشر من الأغذية المعدلة وراثيًا.
هناك إجماع علمي على أن الغذاء المتوفر حاليًا المشتق من محاصيل معدلة وراثيًا لا يشكل خطرًا أكبر على صحة البشر من الغذاء العادي، ولكن كل نوع من الغذاء المعدل وراثيًا يجب اختباره على أساس حالة بحالة قبل تقديمه. رغم ذلك، يعد عامة الشعب أقل تقبلًا بكثير من العلماء فيما يخص اعتبار الأغذية المعدلة وراثيًا آمنة. تختلف الحالة القانونية والتنظيمية للأغذية المعدلة وراثيًا من بلد لآخر، إذ تحظر بعض الدول الأغذية المعدلة وراثيًا أو تحد منها، فيما تسمح بها دول أخرى بدرجات شديدة التفاوت من الضبط.

## التلقي العام
ظهرت مخاوف المستهلكين بشأن جودة الغذاء على السطح بشكل بارز لأول مرة قبل ظهور الأغذية المعدلة وراثيًا في تسعينيات القرن العشرين بكثير. أدت رواية أبتون سينكلير الغابة إلى قانون الغذاء النقي والدواء النقي لعام 1906، وهو أول التشريعات الكبرى الخاصة بهذا الشأن في الولايات المتحدة الأمريكية. بدأ هذا حالة مستمرة من الخوف المتعلق بنقاء، وفيما بعد «طبيعية» الغذاء الذي تطور من تركيز موحد على التعقيم ليشمل مواطن تركيز أخرى تخص المكونات المضافة كالمواد الحافظة والمنكهات والمحليات، والبواقي كالمبيدات الحشرية، وصعود الغذاء العضوي كصنف، وأخيرًا: مخاوف تخص الأغذية المعدلة وراثيًا. أصبح بعض المستهلكين، بمن فيهم العديد من المستهلكين في الولايات المتحدة الأمريكية، يرون الأغذية المعدلة وراثيًا «غير طبيعية»، ورافق ذلك العديد من المفاهيم السلبية المتنوعة والمخاوف ذات الصلة (تأثير هالة عكسي).
من التصورات المحددة المكونة عن الأغذية المعدلة وراثيًا اعتبار التعديل الوراثي عبثًا بالعمليات الحيوية المتطورة طبيعيًا، واعتبار فهم العلم لآثار هذا العبث السلبية المحتملة محدودًا. التصور المناقض اعتبار الهندسة الوراثية نفسها تطورًا للتكاثر الانتقائي الطبيعي التقليدي، وأن ثقل الأدلة الحالية يشير إلى أن الأغذية المعدلة وراثيًا مطابقة للأغذية العادية في قيمتها الغذائية وآثارها على الصحة.
تشير الاستبانات إلى انتشار التخوف بين المستهلكين من أن تناول الأغذية المعدلة وراثيًا مضر، وأن التكنولوجيا الحيوية خطرة، وأن هناك حاجة لمعلومات أكثر وأن المستهلكين يحتاجون إلى السيطرة على ما إذا كانوا يتقبلون التعرض لهذه المخاطر. يصبح الشعور العام بأن التغير الاجتماعي والتقني يتسارع، وأن الناس لا يمكنهم التأثير في هذا السياق من التغيير، يصبح مركزًا عندما تؤثر هكذا تغيرات على الغذاء. من قادة الرأي العام الذين شكلوا هذه التصورات العامة لمضار هذه الأغذية في الإعلام جيفري م. سميث، ود. أوز، وأوبرا وينفري، وبيل مار، ومن المنظمات جمعية المستهلكين العضويين، والسلام الأخضر (خصوصًا فيما يتعلق بالأرز الذهبي) واتحاد العلماء القلقين.
في الولايات المتحدة، لا يعد دعم التشكك بما يخص الأغذية المعدلة وراثيًا أو معارضته من الأمور المتأثرة بالانقسامات السياسية الحزبية التقليدية (ليبرالي/محافظ)، ولكن البالغين الأصغر سنًا أكثر ميلًا لتكوين آراء سلبية تجاه الأغذية المعدلة وراثيًا من البالغين الأكبر سنًا.
أعربت مجموعات دينية عن مخاوفها فيما إذا كانت الأغذية المعدلة وراثيًا ستظل كشروت أو حلال. في 2001، لم تعتبر هكذا أغذية غير مقبولة من الحاخامات الأرثوذكس أو القادة المسلمين.
لا يعارض الكاتب في المجال الغذائي مايكل بولان تناول الأغذية المعدلة وراثيًا، ولكنه يدعم فرض وضع ملصقات توضح أن الأغذية معدلة وراثيًا، وقد انتقد الزراعة المكثفة التي تسمح بها بعض المحاصيل المعدلة وراثيًا، كالذرة وحبوب الصويا («سريعة التحضير») المقاومة للغليفوسات. وقد عبر أيضًا عن مخاوف بشأن شركات التكنولوجيا الحيوية فيما يتعلق بامتلاكها للملكية الفكرية للأغذية التي يعتمد عليها الناس، وبشأن آثار تنامي الاتجاه لتحول مجال الإنتاج الزراعي واسع النطاق إلى صناعة خاصة بالشركات الكبرى. ولمواجهة هذه المشاكل، اقترح بولان فكرة فتح مصدر الأغذية المعدلة وراثيًا. وتبنيت هذه الفكرة منذ ذاك الحين لدرجات متفاوتة من قبل شركات مثل سينجينتا، وتروج لها منظمات مثل مؤسسة أمريكا الجديدة (نيو أمريكا). بدأت بعض المنظمات، كمؤسسة ذا بيوبريكس، فعلًا على الحصول على تراخيص مفتوحة المصدر يمكن أن تثبت فائدتها في هذا المجال.